# Natural Law Party
Le Natural Law Party (NLP) est un parti politique international fondé en 1992 par des éducateurs, des scientifiques, des chefs d'entreprise, des avocats et des médecins liés au mouvement de la méditation transcendantale,,. Il s’appuyait sur les enseignements du maître spirituel indien Maharishi Mahesh Yogi.
Le programme international du NLP était de promouvoir des solutions basées sur l'alliance avec « la loi naturelle qui gouverne silencieusement l'univers tout entier dans un ordre parfait et sans problème », préconisant l'utilisation de la technique de méditation transcendantale et du programme MT-Sidhi pour renforcer la loi naturelle et éliminer les problèmes dans la société.
Le programme de MT-Sidhi inclut une pratique appelée le « vol yogique, » au cours de laquelle des méditants assis en tailleur sur des matelas s'élèvent brièvement grâce à une impulsion mentale particulière pour ensuite retomber, faisant des bonds successifs. Ces bonds sont présentés par le parti comme les prémices de la lévitation et sont censés apporter un profond bonheur grâce à une grande cohérence des ondes cérébrales qui serait prouvée scientifiquement.
Les effets du vol yogique n'auraient pas seulement un effet bénéfique sur l'individu mais également sur la société quand il est pratiqué par de grands groupes. Benoit Frappé, le fondateur du Parti de la loi naturelle français (PLN), affirme : « Regardez les résultats d'une expérience grandeur nature en juillet 93 à Washington, où 4 000 experts en vol yogique ont fait baisser la criminalité de 29 %, redressé la politique du président, et amorcé la relance économique. Non, ce n'est pas l'effet du hasard, mais le résultat annoncé de l'application de nos technologies. »
Le PLN prétendait que « la technologie du programme de MT-Sidhi et du vol yogique est la seule technologie capable de générer une cohérence dans la conscience nationale et internationale ». Selon lui, si la racine carrée de 1% de la population mondiale (soit 9 000 personnes environ) pratiquait collectivement le vol yoguique, il se produirait une vague de paix dans le monde entier tandis que les catastrophes naturelles, les conflits régionaux et le taux de criminalité diminueraient par cette méthode.

Le parti proposait en outre la pratique de la méditation transcendantale comme solution à la réhabilitation des détenus et au malaise des prisons, ainsi qu'une alternative dynamique au système de santé actuel —un système que les candidats du parti nommaient « système de maladies » : 
« Au lieu de verser des millions de dollars chaque année pour la création de médicaments destinés à gérer les maladies, le Parti de la loi naturelle veut promouvoir l'éducation à la santé et la gestion du stress avec la méditation transcendantale, comme moyens pour éviter l'apparition des maladies. »
— Benoît Frappé
.

## Historique
Le NLP est apparu pour la première fois au Royaume-Uni en mars 1992, tandis que la branche américaine du parti a été fondée la même année à Fairfield. À son apogée, le NLP était actif dans 80 pays, dont l'Allemagne, l'Australie, l'Autriche, la Belgique, le Canada, la Croatie, les États-Unis, la Finlande, l'Inde, l'Irlande, Israël, l'Italie, la Nouvelle-Zélande, les Pays-Bas, le Royaume-Uni et Trinité-et-Tobago. En France, sous l'appellation « Parti de la loi naturelle » (PLN), il fut actif de 1992 à 2009. Aujourd'hui, en 2025, il n'est plus présent que dans certaines localités de l'Inde et des États-Unis.

## À l'international

### Australie
Le parti promouvait l’idée que des pratiques telles que la méditation transcendantale pouvaient résoudre les problèmes sociaux, économiques et environnementaux et prônait la réduction du stress, l’harmonie sociale, et l’amélioration de la santé publique par des moyens non conventionnels. Attaché à une « politique fondée sur les lois de la nature », Bevan Morris (en) s'est présenté en 1993 comme candidat pour un siège à la Chambre des représentants australienne dans un district de la circonscription de Boothby. Jusqu'en 1998, année de sa dissolution, le parti s'est présenté à plusieurs élections fédérales et nationales.

### Canada
The Natural Law Party of Canada (en) a été actif de 1992 à 2003 et a participé aux élections fédérales canadiennes de 1993, 1997 et 2000, ainsi qu'aux élections provinciales en Ontario et au Québec au cours de la même période.

### Croatie
En Croatie, un membre du parti a été élu à une assemblée régionale en 1993.

### États-Unis
Le Natural Law Party des États-Unis (en) était représenté par John Hagelin, un physicien quantique. Il s'est présenté à trois élections présidentielles : en 1992, 1996 et 2000.
En 1996, il a été l'un des cinq candidats qui présentait suffisamment de votes pour prétendre remporter l'élection dans le collège électoral, un corps d'électeurs choisis pour élire le président et le vice-président des États-Unis,. En raison de leurs résultats, les candidats de petits partis tels que John Hagelin, Ross Perot et Harry Browne (en) ont cherché à participer aux débats nationaux télévisés présidentiels. Toutefois, la Commission sur les débats présidentiels, une organisation privée à but non-lucratif formée par les comités nationaux démocrate et républicain, a conclu qu'aucun d'entre eux n'avait de réelle chance de remporter l'élection, et a exclu les trois candidats des débats. Hagelin a remporté 113 667 voix dans cette élection nationale, soit environ 0,12 %.

Interrogé en 2012 par la journaliste Lilou Mace (en) sur sa motivation à s'investir dans le Natural Law Party, Hagelin répond : 

« L'idée était de commencer à injecter dans le dialogue, de nouvelles idées importantes. Tout, des énergies renouvelables à la médecine préventive, la promotion de la santé pour la prévention de la maladie, à l'éducation qui développe ce potentiel total du cerveau ! Ce sont des idées importantes qui vont de plus en plus remodeler la société et ce fut pour moi la raison d'entrer dans la politique, non pas pour être élu ; les petits partis ne gagnent jamais mais sont responsables des changements les plus importants. Aux États-Unis, des choses comme le droit de vote des femmes ; l'abolition de l'esclavage ; les lois sur le travail des enfants et tout ce qui est important sont venues des voix des tiers partis, et finalement, elles font leur chemin à l'intérieur du courant dominant, elles sont absorbées par les deux partis monolithiques, donc, c'est la raison d'existence politique des tiers partis aux États-Unis, aussi impossible que la tâche puisse paraître ! »

Le parti a également présenté des candidats au Congrès et au niveau local. En Californie, le psychiatre Harold H. Bloomfield (en) s'est présenté comme candidat au poste de gouverneur en 1998 et a tenté de fusionner avec le Reform Party en 2000.
Aux États-Unis, le NLP a été largement dissous en 2004. Cependant, certains États affiliés, comme le Michigan, se sont alliés à d'autres petits partis.

### France
Benoît Frappé, président du Parti de la Loi Naturelle français (le PLN), présentait la motivation de son parti de cette façon : 

« C'est en raison de la constatation de l'ampleur des bienfaits obtenus par la pratique individuelle et collective de la méditation transcendantale et des techniques de MT-Sidhis et de Vol Yogique,, par les recherches scientifiques que nous avons décidé de fonder ce parti. Il faut introduire la lumière de la science dans le champ de la politique. »

 Le slogan du parti était « Seule une nouvelle graine peut donner une nouvelle récolte » et son programme prétendait s'appuyer sur des bases scientifiques.
Le PLN, fondé en 1992, a participé à plusieurs échéances électorales : aux élections législatives de 1993, il a réalisé plus de 0,5 % avec 125 candidats et a par conséquent bénéficié d'une aide de l'État de 293 000 francs par an jusqu'en 1997. De la même façon, de 1998 à 2002, il a recueilli 123 000 euros.

#### Élections législatives
| Année | Premier tour | Premier tour | Premier tour | Sièges  |
| Année | Voix         | %            | Rang         | Sièges  |
| ----- | ------------ | ------------ | ------------ | ------- |
| 1993  | 26 254       |              | 22e          | 0 / 577 |
| 1997  | 11 329       |              | 24e          | 0 / 577 |

#### Élections européennes
| Année | Voix    | %     | Sièges | Rang | Tête de liste |
| ----- | ------- | ----- | ------ | ---- | ------------- |
| 1994  | 103 261 | 00,53 | 0      | 14e  | Benoît Frappé |
| 1999  | 71 409  | 00,40 | 0      | 15e  | Benoît Frappé |

#### Caractère sectaire
Le fait que ce parti, ainsi que le Parti humaniste, aient eu un temps de parole égal aux partis traditionnels a soulevé quelques controverses. Certains y voyaient une « publicité gratuite » pour les faux nez de sectes et un « racket de fonds publics », mais leur inscription était légale et le Parti de la loi naturelle obtint 123 488,87 francs (18 825,62 €) de la part de l'État aux législatives de 1997.
Le Parti de la loi naturelle, en France comme aux États-Unis, est par plusieurs fois décrit comme un mouvement sectaire,,. Il est notamment cité dans le rapport parlementaire « Les sectes et l'argent » publié en 1999,.
Après de faibles résultats électoraux, le PLN cesse ses activités en 2001.

### Inde
En Inde, le Parti de la loi naturelle est connu sous le nom de Ajeya Bharat Party (AJBP), ou Invincible India Party. Il a été formé fin 1998 en tant qu'aile politique du Maharishi Vedic Vishwa Prashasan (MVVP), ou Maharishi Global Administration Through Natural Law, qui avait présenté trente-quatre candidats aux élections parlementaires de février 1998 dans le Madhya Pradesh. Pour les élections de novembre 1998, l'Ajeya Bharat avait une liste de 100 candidats pour l'Assemblée. Il a obtenu 0,5 % des voix et a remporté un siège dans l'assemblée de l'État qui compte 320 membres.

### Irlande
Le Natural Law Party irlandais est devenu actif en 1994 et était basé à Dublin. Le leader du parti était John Burns, également l'un des neuf candidats aux élections générales de 1997.
En 1999, quatre candidats se sont présentés à l'élection du Parlement européen. Burns a soutenu le système de santé alternatif de l'Approche védique Maharishi de la Santé (en) et les candidats européens ont obtenu environ 0,5 % des votes de première préférence. Burns, qui s'est également présenté à l'élection partielle de Dublin South-Central en 1999, n'a dépensé que 163 livres sterling pour sa campagne. En 1999, le parti a cessé de présenter des candidats.

### Israël
Dirigé par Amihai Rokah, le Parti de la loi naturelle d'Israël (hébreu : מפלגת חוק הטבע של ישראל, Mifleget Hok HaTeva Shel Yisrael) ėtait un parti mineur. Lors des élections législatives de 1992, il a obtenu 1 734 voix (0.06%), et lors des élections législatives de 1999, 2 924 voix (0,09%), des résultats situés sous le seuil de 1,5% requis pour entrer à la Knesset. Depuis, il a cessé toute activité.

### Italie
En Italie, le Partito della Legge Naturale (PLN) a participé à plusieurs élections générales et locales dans les années quatre-vingt-dix. Lors des élections parlementaires italiennes de 1994, il a obtenu 24 897 voix (0,06%) pour la Chambre des députés et 86 588 voix (0.26%) pour le  Sénat. La liste n'a été en lice que dans quelques circonscriptions. Lors des élections parlementaires de 1996, le PLN a présenté des candidats uniquement dans la région du Trentin-Haut-Adige et a obtenu 8 298 voix pour la Chambre des députés et 5 842 pour le Sénat (environ 1% sur une base régionale et 0,2 % dans l'ensemble du pays).

### Nouvelle-Zélande
Le Natural Law Party a participé aux élections générales en Nouvelle-Zélande, notamment en 1996. Il n'a obtenu aucune représentation.

### Royaume-Uni
Le Parti de la Loi Naturelle du Royaume-Uni (The Natural Law Party of the United Kingdom), dont Geoffrey Clements assumait la direction, a été fondé en mars 1992. Le manifeste, publié sur son site web, énumérait cinq aspects clés d’un gouvernement efficace, notamment :
- Le développement de la conscience de chaque individu par la méditation transcendantale et le programme MT-Sidhi.
- Réduire les coûts des soins de santé en formant les citoyens à l’évaluation personnelle de leur santé grâce à l’auto-diagnostic par la lecture du pouls, un aspect de l'Approche védique Maharishi de la Santé (en)
- Maintenir la santé collective du pays en créant des groupes d’experts utilisant la technique du vol yogique du programme MT-Sidhi
- Mettre en harmonie l’individu et le pays avec la Loi Naturelle afin de neutraliser les influences planétaires défavorables.
- Assurer que les milieux professionnels et les cadres de vie favorisent activement la santé, le bien-être et l’épanouissement de chacun.

Lors des élections générales britanniques de 1992, il a présenté 310 candidats au Royaume-Uni, obtenant 0,19% des voix, et a annoncé avoir alloué près d’un million de livres sterling à la campagne. Un nombre important de candidats provenaient de pays situés hors du Royaume-Uni, notamment du Canada, d’Australie, de Nouvelle-Zélande et d’Inde, car la loi électorale britannique permet à tout membre du Commonwealth de se présenter au Parlement. Parmi eux figurait le magicien canadien Doug Henning (en),. Le 6 avril 1992, George Harrison, membre des Beatles, a donné un concert au Royal Albert Hall de Londres pour collecter des fonds au profit du parti. Ce concert marquait son premier spectacle complet au Royaume-Uni depuis 1969.
Le Parti de la loi naturelle a été le premier à présenter des candidats dans les 87 circonscriptions britanniques lors des élections européennes de 1994 au Royaume-Uni. Lors des élections générales britanniques de 1997, il a présenté 197 candidats au Parlement, recueillant 0,1% des suffrages. Entre 1992 et 1997, il a aligné 16 candidats lors des 20 élections partielles organisées au Royaume-Uni. Entre 1997 et 2001, il a participé à huit des 16 élections partielles, obtenant en moyenne 0,10 % des voix.
Le Parti de la loi Naturelle n’a présenté aucun candidat aux élections générales de 2001 ni lors des élections partielles qui ont suivi.
Enfin, en 2003, le parti et sa branche d'Irlande du Nord ont décidé de se retirer volontairement de la Commission électorale (en) fin 2003.

#### Irlande du Nord
Le Parti de la Loi Naturelle a participé pour la première fois à une élection en Irlande du Nord lors des élections européennes de 1994. Par la suite, le parti a rédigé un rapport détaillé de 70 pages en réponse au « Document cadre de 1996 » publié par les gouvernements britannique et irlandais. Ce document a été présenté à divers responsables politiques en Irlande, en Irlande du Nord et aux États-Unis. Le PLN a ensuite pris part aux « Élections spéciales pour le Forum d’Irlande du Nord », mais a décidé de se retirer avant le déroulement du scrutin.

### Trinité-et-Tobago
Le Natural Law Party de Trinité-et-Tobago (en) a participé aux élections générales de 1995 (en). Il a obtenu 1 590 voix, mais n'a pas réussi à remporter un siège.